# Icius ildefonsus
Icius ildefonsus là một loài nhện trong họ Salticidae.
Loài này thuộc chi Icius. Icius ildefonsus được Ralph Vary Chamberlin miêu tả năm 1924.